# Gertrud III. von Everstein
Gertrud III. von Everstein († 9. März 1344 in Gernrode) war von 1334 bis 1344 die Äbtissin des freien weltlichen Stiftes von Gernrode und Frose. Vor der Wahl zur Nachfolgerin der Äbtissin Jutta von Oesede war sie die Pröpstin des Stiftes.

## Leben

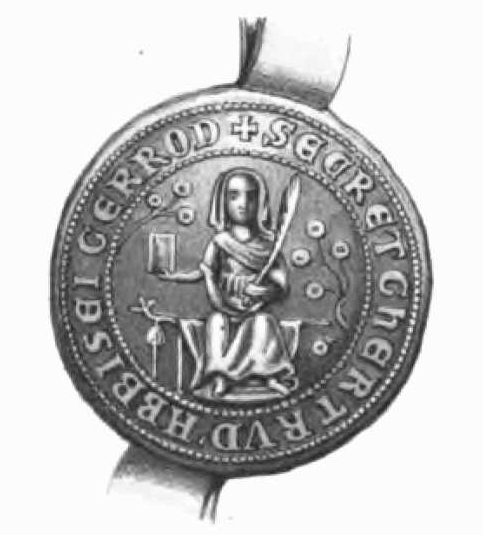
Siegel der Äbtissin Gertrud III. von Everstein

Gertrud III. von Everstein stammte aus der Familie der Grafen von Everstein, welche ihren Stammsitz auf der Eversteiner Burg in Polle bei Holzminden an der Weser hatten. Die Grafen von Everstein waren gegen Ende des 12. und bis zur Mitte des 13. Jahrhunderts eine einflussreiche Dynastie im heutigen Niedersachsen, konnten sich aber letztlich nicht gegen die Herzöge von Braunschweig-Lüneburg behaupten.
Vor ihrer Wahl zur Äbtissin hatte sie das Amt der Pröpstin inne, da Gertrud am 25. Mai 1302 in einer Urkunde der Äbtissin Irmingard II. als solche bezeichnet wird. Die Bestätigung zur Wahl der Äbtissin durch Papst Johannes XXII. erfolgte am 3. August 1334. In diesem Schreiben ist die Rede davon, dass Gertrud III. die Nachfolgerin von Jutta von Oesede im Amt der Äbtissin ist. Dies ist insofern wichtig, da vom Chronisten Andreas Popperodt noch eine Äbtissin Hildburg, bei Otto von Heinemann eine Hildburg von Wunstorf aufgeführt wird, die es aber so nicht gegeben haben kann.
Gertrud III. starb am 9. März 1344 in Gernrode. Kurz vor ihrem Tod stiftete sie am 28. Februar 1344 noch eineinhalb Hufen in Bicklingen, für ihr Seelenheil. Das Dorf Bicklingen ist heute nicht mehr existent, dabei handelt es sich um eine Wüstung im Nordosten von Gernrode. Gertrud IV. von Hessen wurde bereits am 22. März 1344 zu ihrer Nachfolgerin gewählt.